# 갑자기 히어로즈
《갑자기 히어로즈》는 2017년 4월 15일부터 2017년 7월 1일까지 JTBC에서 방영되었던 예능 프로그램이다.